# Mamă...
Mamă... este o operă literară scrisă de Ion Luca Caragiale.